# Warum nur, warum?
"Warum nur, warum?" (Só, porquê, porquê?") foi a canção austríaca no Festival Eurovisão da Canção 1964 que teve lugar em Copenhaga, em 21 de março de 1964.
A canção foi interpretada em alemão por Udo Jürgens. Foi a sexta canção a ser interpretada na noite do festival, a seguir à canção finlandesa "Laiskotellen", cantada por Lasse Mårtenson e antes da canção francesa "Le chant de Mallory, interpretada por Rachel. Terminou a competição em sexto lugar, tendo recebido um total de 11 pontos. No ano seguinte, em Festival Eurovisão da Canção 1965, a Áustria fez-se representar com a canção "Sag ihr, ich laß sie grüßen", também interpretada por Udo Jürgens.

## Autores
- Letrista: Udo Jürgens
- Compositor: Udo Jürgens
- Orquestrador: Johannes Fehring

## Letra
A canção é de estilo chanson e nela Jürgens pergunta porque motivo é que as coisas más têm de acontecer, tais como as flores murchando e o objeto das suas afeções o ignora.

## Outras versões
Jürgens gravou esta canção também em inglês (com três versões (1964, 1973 e 1981), castelhano e italiano,
- "Tell me why" (em inglês)
- "Walk away" (em inglês), nova versão de 1973
- "Qué pena (castelhano)
- "Peccato che sia finita così" (italiano)
- nova versão (1972) (em alemão) [3:01]
- nova versão (1981) (em inglês) [3:48]